# Cittanova (Italia)
Cittanova è un comune italiano di 9 584 abitanti della città metropolitana di Reggio Calabria in Calabria.
Posto alle pendici dell'Aspromonte e prospiciente la Piana di Gioia Tauro, è caratterizzato dalla presenza di numerose chiese e palazzi ottocenteschi e da un parco pubblico che si estende per 2,65 ettari.

## Geografia fisica

### Territorio
La cittadina si trova ai piedi dell'Aspromonte, su terreni quaternari alluvionali, costituiti da sabbie e ghiaie incoerenti che coprono gli ampi terrazzi digradanti verso il Golfo di Gioia. Cittanova domina la piana di Gioia Tauro dalla terrazza più alta, quella confinante col massiccio delle Serre, quasi a contatto tra le due formazioni litologiche: alluvionale e cristallina.
Questa conformazione geologica favorisce la propagazione dei sismi, in quanto l'incoerenza della coltre alluvionale viene aumentata durante i terremoti dalla formazione cristallina contigua e sottostante. Il territorio di Cittanova è attraversato dall'omonima faglia che fa parte del sistema di faglie Serre-Aspromonte, lunga 30 chilometri e tuttora attiva.
L'altitudine riferita al municipio è di 400 m s.l.m., nel territorio comunale l'altitudine minima arriva a 77 m s.l.m. mentre quella massima tocca i 996 m s.l.m.. La superficie è di 61,98 km² (il 65% circa in territorio pianeggiante coltivato a ulivi e il 35% in territorio montuoso boschivo e di pascoli naturali).
Il 21% del territorio di Cittanova (1291,4 ha su 6136) fa parte del Parco nazionale dell'Aspromonte.
I corsi d'acqua principali sono le fiumare Serra e Vacale.
Vette principali: Altopiano della Melìa (m. 1.000), Zomaro (m. 920) e Monte Cùculo (m. 725).

#### Zòmaro
Località montana a 7 chilometri da Cittanova, Zomaro è situato sull'Altopiano della Melìa, all'interno del Parco nazionale dell'Aspromonte.
La flora che lo caratterizza è composta soprattutto da faggi, lecci, abeti e ginestre. È altresì presente la Woodwardia radicans, un'antica felce gigante sopravvissuta al Cenozoico.
La fauna presenta numerosi cinghiali oltre a scoiattoli, tassi, volpi, gufi e nibbi.
L'altopiano è inoltre ricco di acque sorgive.

### Clima
Il clima è mediterraneo. La piana di Gioia, aperta sul mare ma riparata dai venti, aumenta l'umidità di Cittanova, rendendone i terreni particolarmente fertili.
| Cittanova           | Mesi | Mesi | Mesi | Mesi | Mesi | Mesi | Mesi | Mesi | Mesi | Mesi | Mesi | Mesi | Stagioni | Stagioni | Stagioni | Stagioni | Anno  |
| Cittanova           | Gen  | Feb  | Mar  | Apr  | Mag  | Giu  | Lug  | Ago  | Set  | Ott  | Nov  | Dic  | Inv      | Pri      | Est      | Aut      | Anno  |
| ------------------- | ---- | ---- | ---- | ---- | ---- | ---- | ---- | ---- | ---- | ---- | ---- | ---- | -------- | -------- | -------- | -------- | ----- |
| T. media (°C)       | 9    | 10   | 11   | 13   | 16   | 21   | 24   | 23   | 22   | 17   | 12   | 9    | 9,3      | 13,3     | 22,7     | 17       | 15,6  |
| Precipitazioni (mm) | 233  | 164  | 155  | 100  | 92   | 44   | 21   | 27   | 83   | 159  | 234  | 221  | 618      | 347      | 92       | 476      | 1 533 |

- Classificazione climatica: zona D, 1423 GG

## Storia
Per convenzione storica, la nascita di questa cittadina è collocata al 12 agosto 1618, data d'emanazione del bando di edificazione del "Nuovo Casale di Cortoladi", ad opera del primo principe di Gerace, Girolamo Grimaldi.
Il "Nuovo Casale di Cortoladi", in seguito denominato col più semplice "Casalnuovo", nelle intenzioni del feudatario doveva raccogliere le popolazioni dei villaggi dei suoi latifondi, precedentemente presenti nei dintorni ma spopolati dai terremoti e dalle epidemie avvenuti nel 1616 e sarebbe servito anche a controllare agevolmente l'importante via che univa il Tirreno allo Ionio tramite il Passo del Mercante. Per questi motivi, venne scelto come luogo di edificazione un punto nei pressi di Cortoladi, villaggio distrutto completamente dalle scosse telluriche del 1616 e che sorgeva vicino a Radicena.
Affinché potesse edificare il nuovo casale, il Grimaldi aveva però bisogno dell'assenso del sovrano Filippo III di Spagna, ottenuto proprio in conseguenza dei sismi; l'edificazione di Casalnuovo cominciò subito dopo e il principe vi fondò il suo palazzo di residenza, facendolo quindi diventare punto di riferimento per i suoi feudi ed accrescendone fin dagli inizi l'importanza. Il casale, per questo motivo e grazie anche alle notevoli immunità stabilite nel bando, si sviluppò abbastanza velocemente ed ancor più dopo il terremoto del 27-28 marzo 1638. Furono costruite case molto basse (per paura di eventuali sismi futuri) e numerose chiese e conventi. La popolazione continuò ad aumentare: nel 1669 contava già 128 nuclei familiari, arrivando a 638 nel 1732. All'inizio del 1783 Casalnuovo contava 5 590 abitanti.
Il 5 febbraio 1783 un sisma di incredibile potenza, denominato il Flagello, distrusse completamente il paese causando 2.017 vittime (tra cui la feudataria Maria Teresa Grimaldi).
"Dopo un terribile interno muggito la terra tremando distrusse Casalnuovo (…). Le strade avea larghe, dritte, le case basse pel timore de' terremoti, ciascuna di essi con un albero, ed una pergola avanti (…). Non vi rimase pietra sopra pietra, tutto fu pareggiato al suolo, tetti sconvolti, sassi schiantati, alberi infranti. Quasi la metà della popolazione di Casalnuovo perì schiacciata sotto le rovine (…)."
"Per la rovina degli Edificj e per la gran perdita degli Abitanti fu funestissima la sorte di Casalnuovo. Paese edificato dopo il Tremuoto del passato secolo: imperocché tutte le Abitazioni, i Trappeti e le altre Case di campagna furono distrutte in maniera che nemmeno le fondamenta rimasero intatte."
Il 5 febbraio 1783 una violentissima scossa diede inizio ad una serie di sismi che provocarono migliaia di morti e cambiarono per sempre il panorama esistente, generando frane, smottamenti, fratture nel terreno, fenomeni di liquefazione, piccoli laghetti.
La genesi di quei terremoti venne provocata dalla faglia di Cittanova; il terremoto del 1783 fu con molta probabilità il primo ad essere studiato in loco da sismologi e spedizioni scientifiche ed uno dei più distruttivi dell'area Mediterranea. Il disegno a lato, eseguito da Pompeo Schiantarelli, mostra la dislocazione della pianura di Cittanova e della Strada del Mercante dovute all'evento del 5 febbraio. Sono visibili due scaglioni, il più basso misurato da due membri della spedizione Borbonica; il livello superiore è affetto da uno smottamento, come mostrato al centro dell'immagine. Questa stampa è probabilmente la prima nella storia della sismo-geologia a mostrare una faglia di superficie.
Casalnuovo venne comunque ricostruito sullo stesso sito e ricominciò ad espandersi, tanto che nel 1807 i francesi disposero che divenisse capoluogo di governo con giurisdizione su Radicena, Jatrinoli, Vatoni, Gioia e San Martino.
Il 1º gennaio 1842 il Circondario di Casalnuovo fu diviso in due circondari distinti: l'uno formato da Casalnuovo, l'altro composto dal comune di Radicena, dal comune di Iatrinoli e dai villaggi di San Martino e Terranova.
Il 1º aprile 1852 con decreto № 129 di Ferdinando II di Borbone, su istanza del decurionato, il consiglio comunale dell'epoca, assunse il nome di Cittanuova, in seguito semplificato in Cittanova.
Negli anni immediatamente precedenti lo scoppio della seconda guerra mondiale, Cittanova coi suoi 16.000 abitanti era il terzo comune della provincia. La sua economia non si basava esclusivamente sull'olivicoltura ma anche sull'artigianato di pregio che, prima del conflitto, aveva buone prospettive di crescita.

### Simboli
Lo stemma, approvato con Decreto reale del 24 aprile 1924 e registrato alla Corte dei conti il 17 maggio 1924, Reg. 1 Fin., Foglio 180, ha la seguente descrizione:
Il pino presente nello stemma richiama un albero trisecolare realmente esistito e coevo della città, distrutto da un fulmine nel 1960. L'albero si trovava nei pressi della chiesa dei Santi Cosma e Damiano.
La descrizione del gonfalone è la seguente:

### Onorificenze
Durante la seconda guerra mondiale, a partire dal 1941, furono effettuate diverse offensive aeree da parte degli Alleati sulla provincia di Reggio Calabria. I bombardamenti si intensificarono nel 1943, in vista dello sbarco sulla penisola. Le incursioni fecero moltissime vittime tra i civili e Cittanova pagò uno dei tributi di sangue più pesanti. La sera di sabato 20 febbraio 1943, 10 bombardieri americani B-24D, provenienti dal mare, sganciarono sull'abitato decine di bombe e spezzoni incendiari, causando 103 morti (38 dei quali sotto i 10 anni) e 200 feriti, oltre alla totale distruzione di 150 case. I cadaveri furono collocati provvisoriamente dentro la chiesa della Sacra Famiglia; dopo l'accaduto in molti si affannarono a cercare un perché e vox populi volle imputare ad un tragico errore il bombardamento, dovuto ad un tendone da circo confuso per obiettivo militare. Stando a vari rapporti di missione, gli aerei partirono dall'aerodromo di Benina (Libia) avendo come obiettivo originario la distruzione di navi mercantili al porto di Napoli, ma per le pessime condizioni atmosferiche e la visibilità ridotta molti bombardieri giunti nei pressi del porto campano verificarono l'impossibilità del bombardamento e tornarono alla base. Alcuni, sulla via del ritorno, andarono alla ricerca di obiettivi secondari, finendo per colpire Amantea, Crotone, Palmi (o Nicotera), dei serbatoi di carburante nei pressi di Platì, "quello che appariva" (sic) un accampamento militare a circa 15 miglia a est di Rosarno e due cittadine non identificate.

## Monumenti e luoghi d'interesse

### Architetture religiose

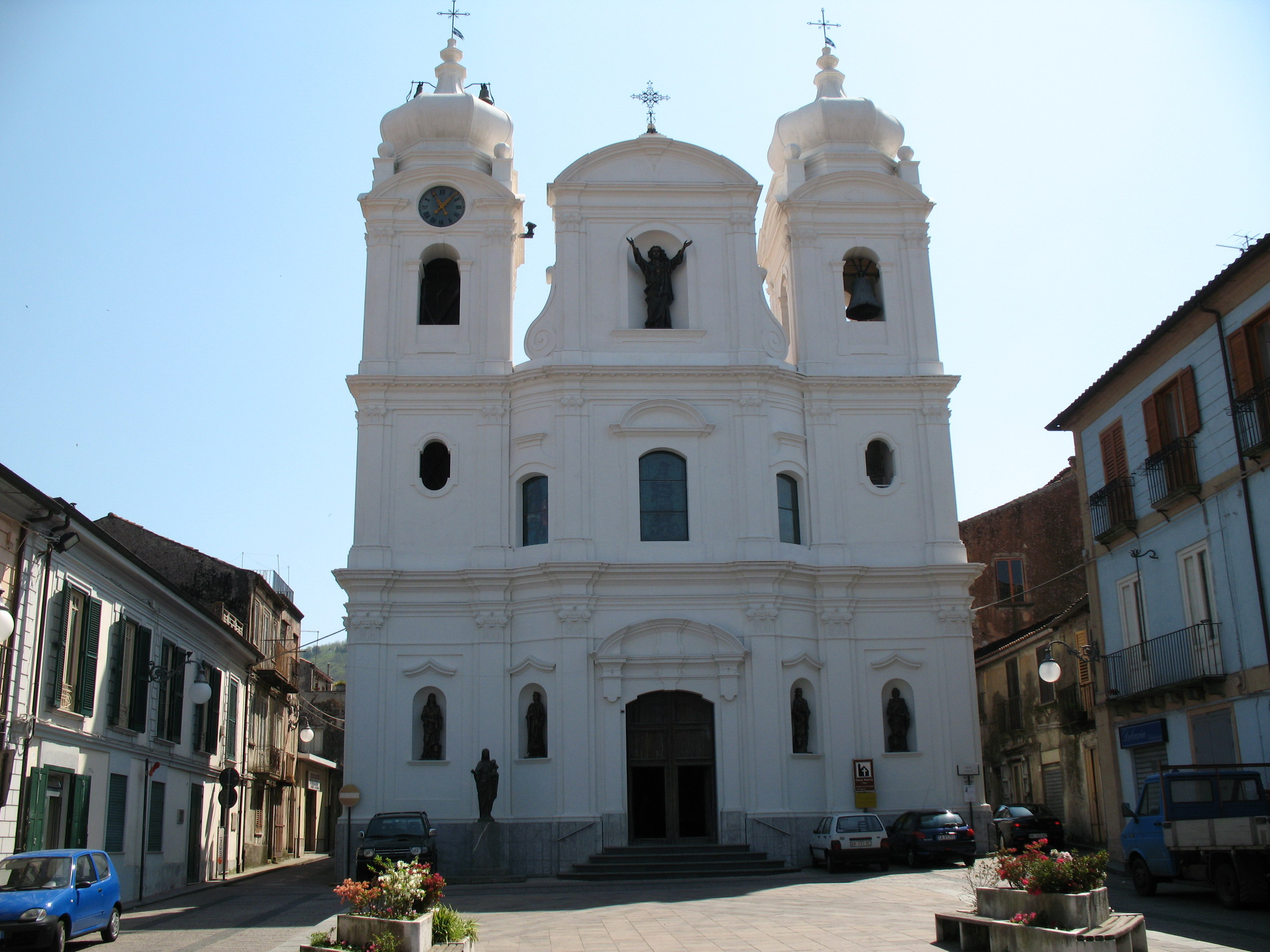
La facciata della Chiesa Matrice

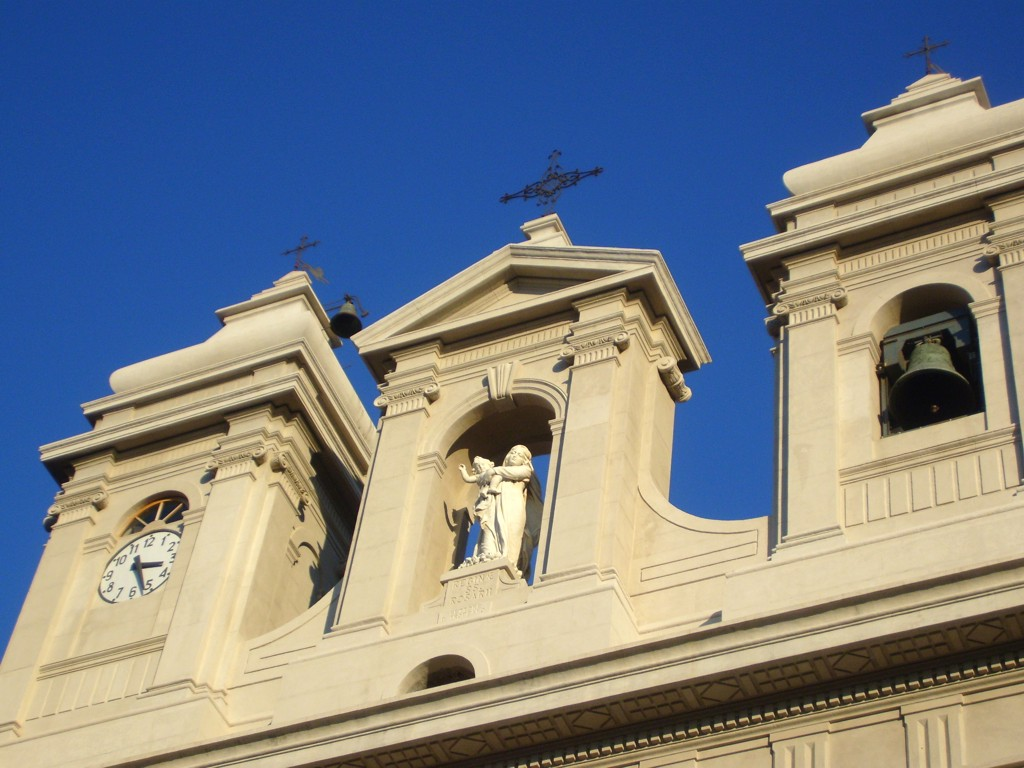
Santuario di Maria SS. del Rosario

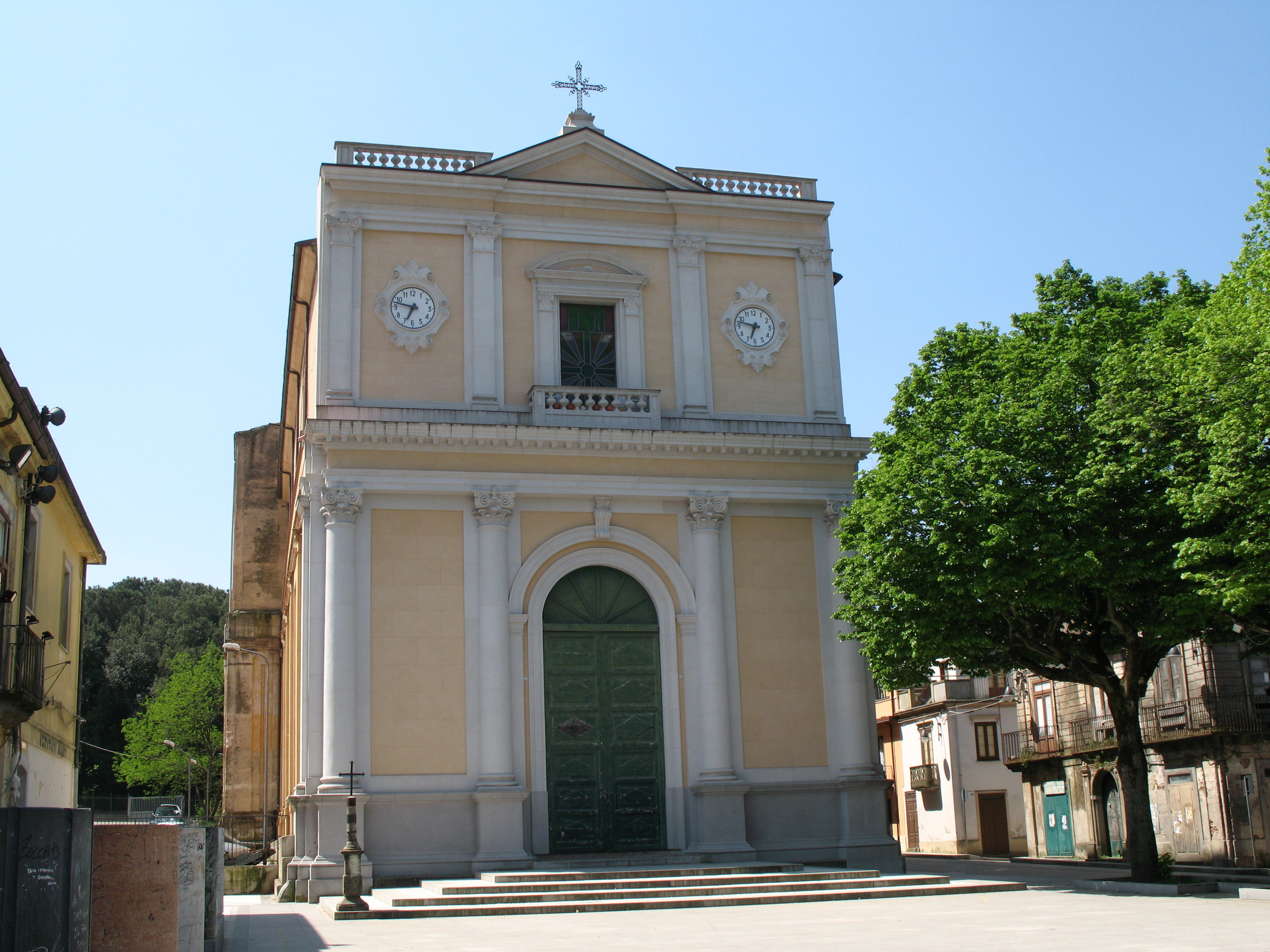
Chiesa di San Rocco

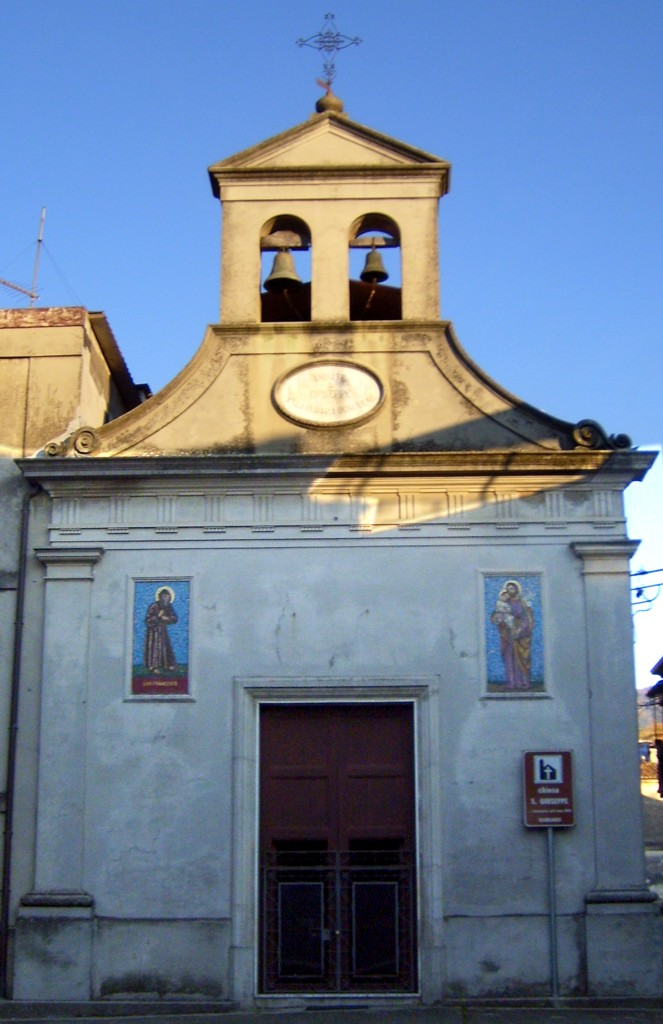
San Giuseppe

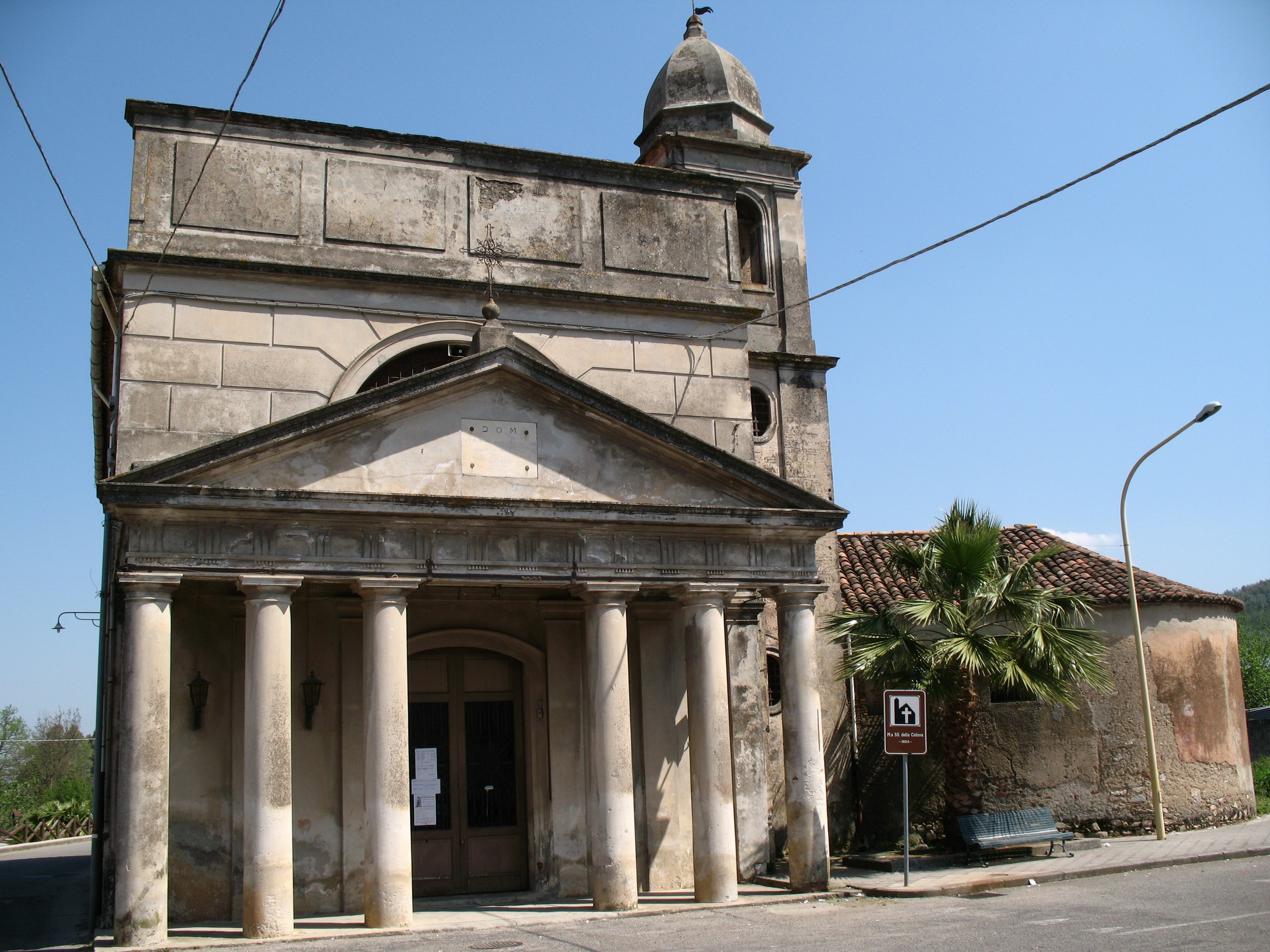
Madonna della Catena

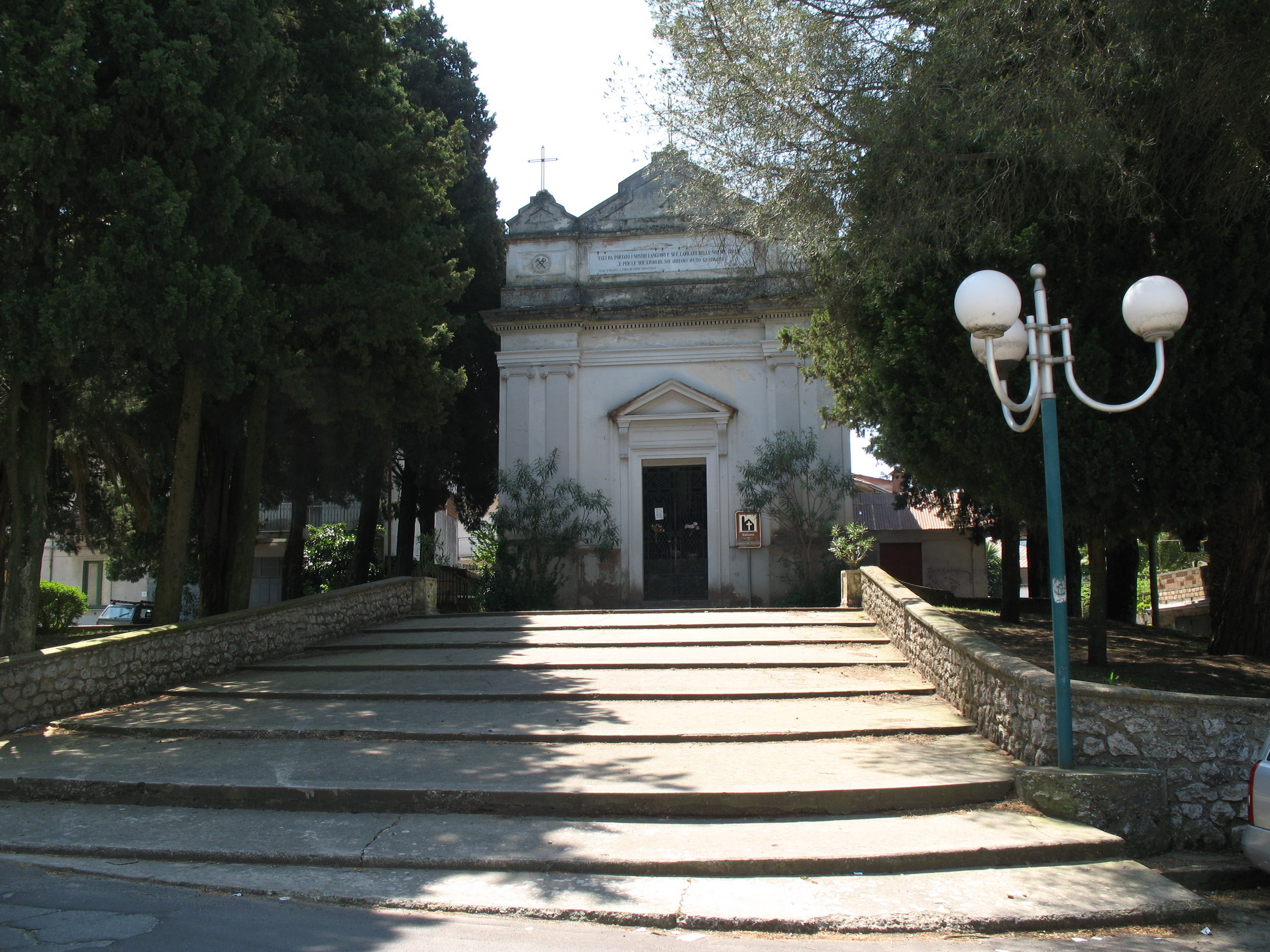
Chiesa del Calvario

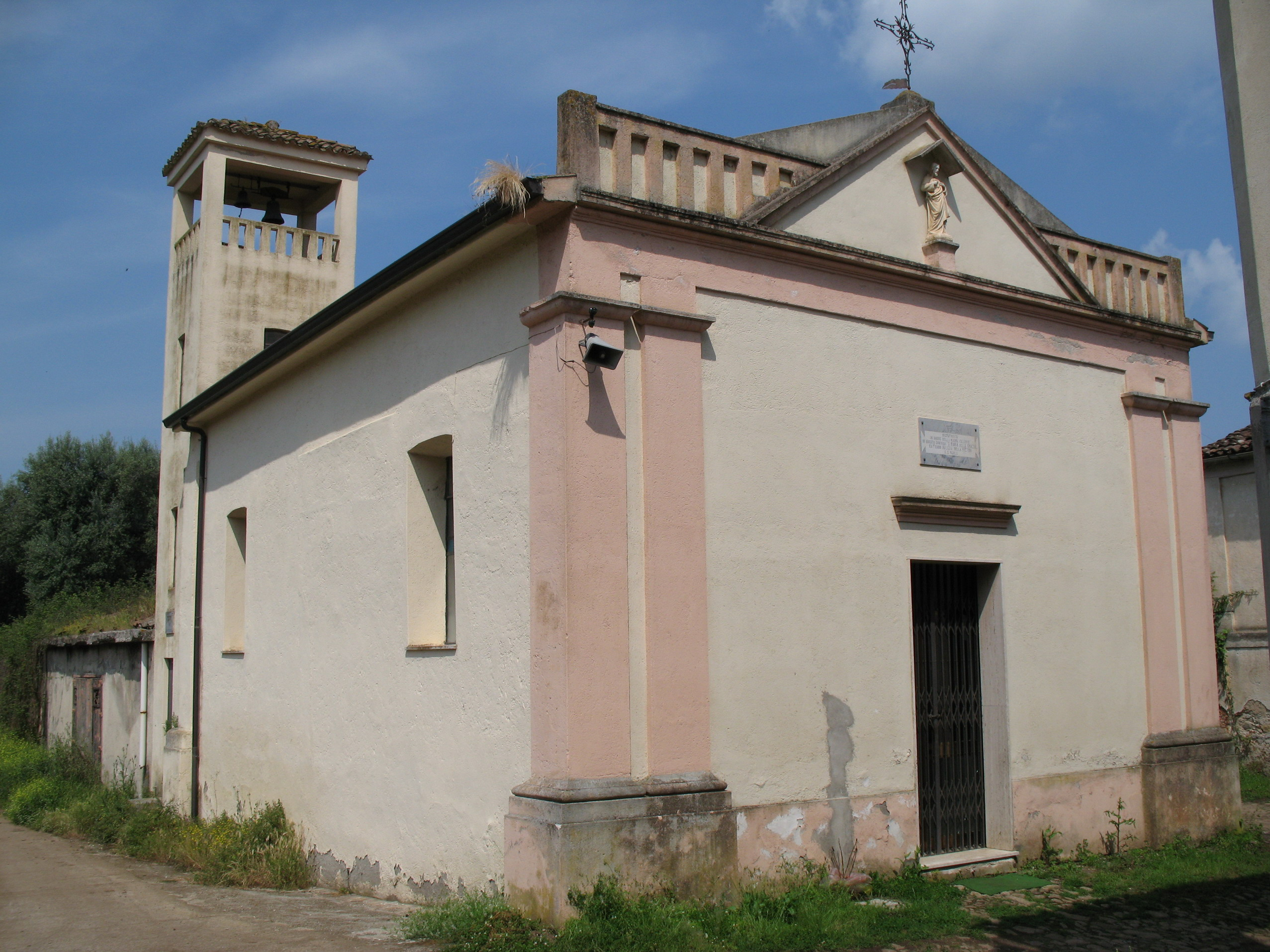
S. Maria delle Grazie

#### Chiesa Matrice
La chiesa matrice di Cittanova, dedicata a San Girolamo, fu costruita pochi anni dopo il sisma del 1783.
L'opera venne portata avanti da Maria Antonia Grimaldi Serra, figlia della principessa di Gerace Maria Teresa Grimaldi, morta a causa del terremoto, le cui spoglie - traslate dal diroccato convento dei padri alcantarini nel 1793 - riposano nella Cappella dell'Immacolata, all'interno della chiesa stessa.
La chiesa ha un'architettura ottocentesca, dalle forme pseudo-barocche. In origine era a navata unica, in seguito vennero aggiunte due navate laterali e rifatto l'interno in stile neoclassico.
Opere di rilievo:
- Crocifisso ligneo del 1600;
- Pietà lignea del 1866 opera di Francesco Biangardi;
- Statua dell'Immacolata del 1800;
- Statua lignea settecentesca di San Girolamo opera di Domenico De Lorenzo;
- Statua lignea settecentesca del Cristo Risorto opera di Domenico De Lorenzo;
- Varette (29 statue lignee, periodo: 1821-1893) opera di Francesco e Vincenzo Biangardi;
- Statua della Vergine opera di Michele Guerrisi.

#### Santuario di Maria Santissima del Rosario
Edificato nel 1823, sul luogo dove sorgeva una chiesa distrutta dal Flagello.
Ad una navata, in stile barocco, l'interno ospita affreschi, stucchi, angeli e statue di gesso.
La chiesa è sottoposta a tutela monumentale (legge 906.1939). Nel 1999 è stata elevata a santuario.
Opere di rilievo:
- Statua lignea della Madonna del Rosario, attribuita da alcuni studiosi a Domenico De Lorenzo[30] mentre altri la attribuiscono allo scultore Fortunato Morano[31][32];
- Trinità che incorona la Vergine: statue lignee realizzate a Napoli nel 1830.

#### Chiesa di San Rocco
A navata unica e tra le più grandi della provincia di Reggio Calabria, la chiesa venne costruita sul sito dove sorgeva precedentemente il Convento degli Alcanterini edificato nel 1728. Il terremoto del 1783 distrusse completamente il complesso monastico, si salvarono solo le statue di San Rocco e San Pasquale, un calice di argento cesellato ed una colonna di pietra sormontata da una croce in ferro.
La ricostruzione fu intrapresa a partire dal 1835, su progetto dell'architetto Vincenzo Tarsitani, e la chiesa di San Rocco venne completata nei primi anni del XX secolo grazie all'impegno del sacerdote Giacomo Petropaolo.
Opere di rilievo:
- Statua lignea di San Rocco del XVIII secolo;
- Statua lignea di San Pasquale del XVIII secolo;
- Organo a canne del 1919 costruito dalla ditta Bussetti di Torino.

#### Chiesa della Sacra Famiglia
Costruita al posto di un frantoio nel 1887. La chiesa è a tre navate, e custodisce diverse statue lignee e dipinti.
Opere di rilievo:
- Dipinto dell'Addolorata del 1500.
- Due Dipinti della Madonna col Bambino del 1500.

#### Chiesa dei SS. Cosma e Damiano
Edificata a metà 1800 dal notaio Tommaso Marvasi sui resti di una cappelletta distrutta dal terremoto, e restaurata dai suoi discendenti in epoche successive, la chiesa dedicata ai SS. Cosma e Damiano ospita statue lignee di scuola napoletana e tele del XVI-XVII secolo.
Opere di rilievo:
- Dipinto della Madonna delle Grazie del 1600, già presente nell'antica cappella;
- Statue in legno di S. Alfonso Maria De Liguori, Sant'Eligio e Santi Cosma e Damiano.

#### Chiesa di San Giuseppe
Anche questo edificio fu edificato su una chiesetta preesistente distrutta dal terremoto del 1783. Nel 1865, in seguito ad una sottoscrizione tra gli artigiani ed i falegnami del paese, fu eretta una cappella dedicata a San Giuseppe; nel 1948 venne aggiunto l'altare in marmo.
Opere di rilievo:
- Trittico in legno, circa 1850, opera del Biangardi;
- Statua lignea di San Francesco di Paola.

#### Chiesa della Madonna della Catena
La più antica del paese, gli storici ritengono che sul sito vi fosse precedentemente una chiesa bizantina intitolata a Santa Maria del Campo. La struttura originaria fu costruita ad opera degli abitanti di San Giorgio Morgeto col nome di Santa Maria di Campoforano e dedicata all'Assunta. In seguito all'epidemia di colera che colpì la Piana a metà Ottocento, la vecchia chiesa fu ricostruita ed ampliata, a cura dell'arciprete Domenico Luzio, come ringraziamento a Maria nel 1854, e dedicata alla Madonna della Catena. Tuttavia l'antico nome non venne dimenticato, così come la venerazione per l'Assunta, celebrata tutt'oggi con processioni e preghiere.
Opere di rilievo:
- Statua lignea dell'Assunta.

#### Chiesa del Calvario
Edificata nel 1912, all'interno ospita due statue in cartone romano che vengono utilizzate nell'allestimento del "simburcu" (sepolcro), durante i riti di Pasqua.
Opere:
- Statua dell'Addolorata ai piedi della Croce in cartone romano;
- Statua di Gesù Morto in cartone romano.

#### Chiesa di S. Maria delle Grazie
Riedificata nel 1746 sui resti della chiesa omonima risalente al XVII secolo, questo piccolo luogo di culto si trova in contrada Malizia, fuori dal centro abitato.
Opere:
- Pala d'altare in olio su lamiera della Madonna delle Grazie, opera del pittore messinese Bonaccorsi (1901).

#### Chiesetta del Crocifisso
Restaurata nel 1974, questa caratteristica chiesetta, interamente rivestita in pietra, è sita in via San Pasquale. All'interno è posto un monumentale Crocifisso bronzeo già venerato nel Convento di San Pasquale (o degli Alcanterini) del 1728.

### Architetture civili

#### Villa Comunale

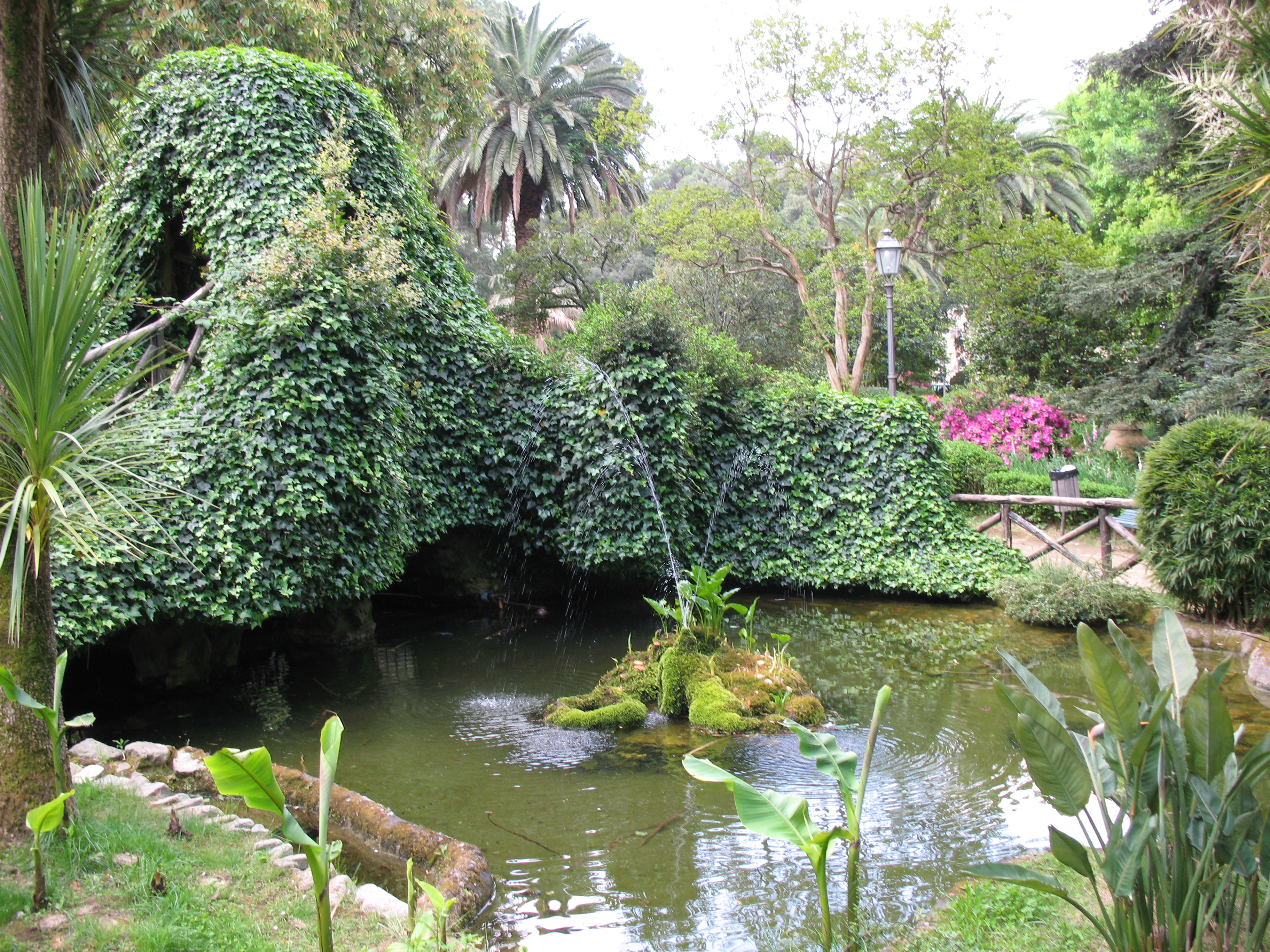
Interno della Villa

La Villa Comunale "Carlo Ruggiero" di Cittanova è un "Monumento Nazionale d'interesse storico–naturalistico" riconosciuto dal Ministero per i Beni e le Attività Culturali.
Orto botanico di circa 2,5 ettari, ospita molte specie vegetali rare o del tutto uniche in Italia. Grazie alle particolari condizioni del terreno, oltre alle tipiche piante della vegetazione mediterranea, sono presenti numerose piante esotiche (Sequoie della California, Cedri del Libano, Alberi dei Tulipani, ecc.).
Fu costruita a proprie spese da Carlo Ruggiero e donata al Comune con delibera del 29 marzo 1880, durante il suo mandato di sindaco (1880-1885). Il progetto fu dell'ingegnere svizzero Enrico Fehr, già progettista della villa Mazzini di Messina.
Nel 2008, all'interno della villa comunale, è stato istituito un Giardino dei Giusti.

#### Palazzi

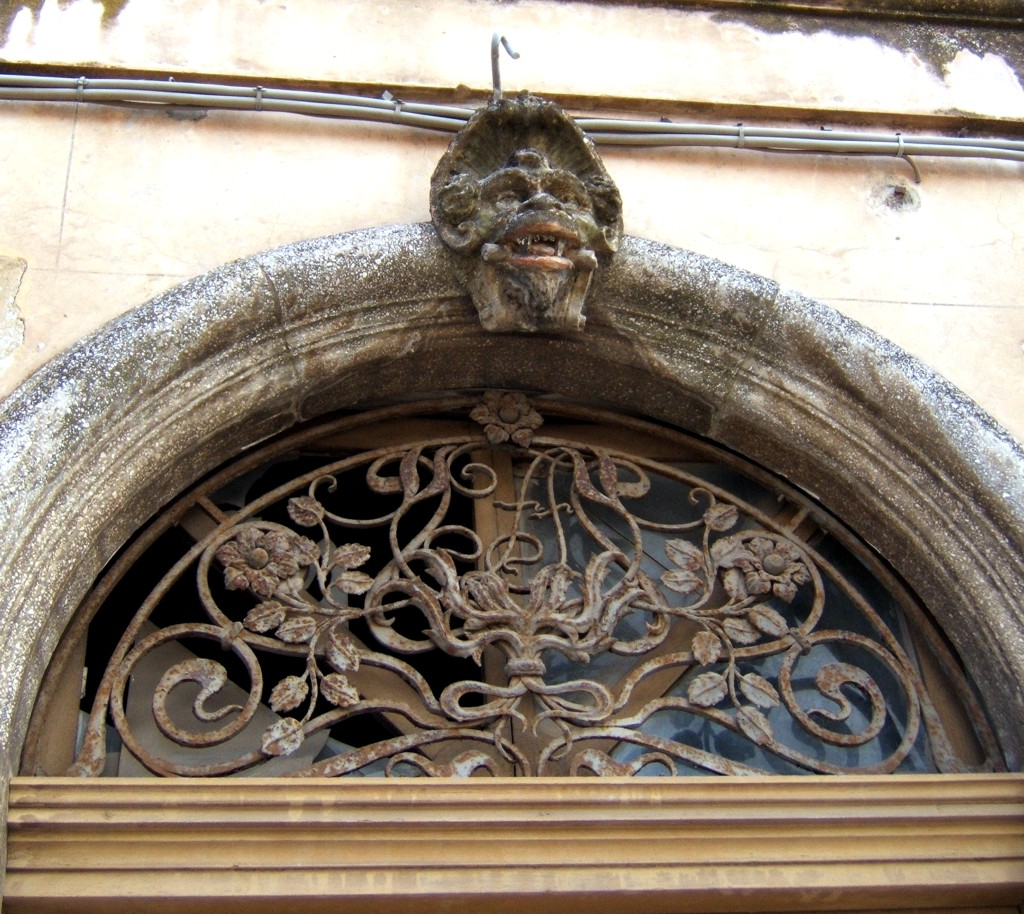
Fregio ottocentesco

Presenti nel centro storico della cittadina, i palazzi furono costruiti tra il 1700 ed il 1800; una delle loro caratteristiche peculiari sono i portali in granito e arenaria, abbelliti da gattoni e balconi lavorati da scalpellini dell'epoca.
Edificati principalmente intorno alla Chiesa Matrice ed alla Chiesa del Rosario, molti palazzi sono tuttora abitati e ben conservati mentre altri versano in totale abbandono.
Tra i più importanti:
- Palazzo Calfapietra, costruito nel 1762.
- Palazzo Germanò, prima metà del XIX secolo.
- Palazzo Adornato, costruito nel XVIII secolo e ristrutturato nel 1804, fu nell'ordine: Convento, Municipio e Pretura. L'edificio ospitò anche un trappeto a trazione animale.
- Palazzo Cavaliere, prima metà dell'Ottocento.
- Palazzo Tarsitani, ricostruito ai primi dell'Ottocento, venne negli anni ampliato e rimaneggiato, qui nacque Domenico Tarsitani.
- Palazzo Muratori, costruito nel 1750, danneggiato dall'evento del 1783, fu subito riedificato.
- Palazzo Cannatà, attuale sede municipale, fu edificato nella prima metà dell'Ottocento. In passato fu adibito a Carcere Mandamentale e a Sede dell'Ufficio di Conciliazione.

#### Fontane

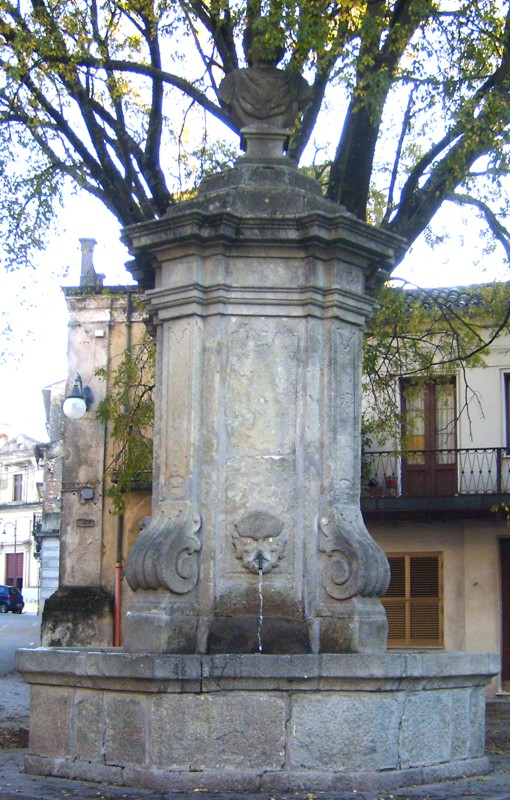
Fontana dell'Olmo (1730)

Una particolarità di Cittanova sono le fontane monumentali, presenti sin dalle origini della cittadina. Nel corso degli anni hanno subito vari spostamenti rispetto ai luoghi originari di costruzione.
Tra le più importanti, c'è "Fontana dell'Olmo" sita in piazza Cavaliere (già largo Olmo) costruita nel 1730. In origine era situata davanti alla Chiesa Madre dell'antico Casalnuovo. Rimasta integra dopo il terremoto del 1783, fu spostata nei Giardini Pubblici e nel 1932 trasferita nella collocazione attuale. Sulla fontana vennero incise le date dei trasferimenti.
Altre fontane degne di nota: "Fontana di Pietra", "Fontana Masotta" e le vasche che ornano la Villa Comunale.

### Altro

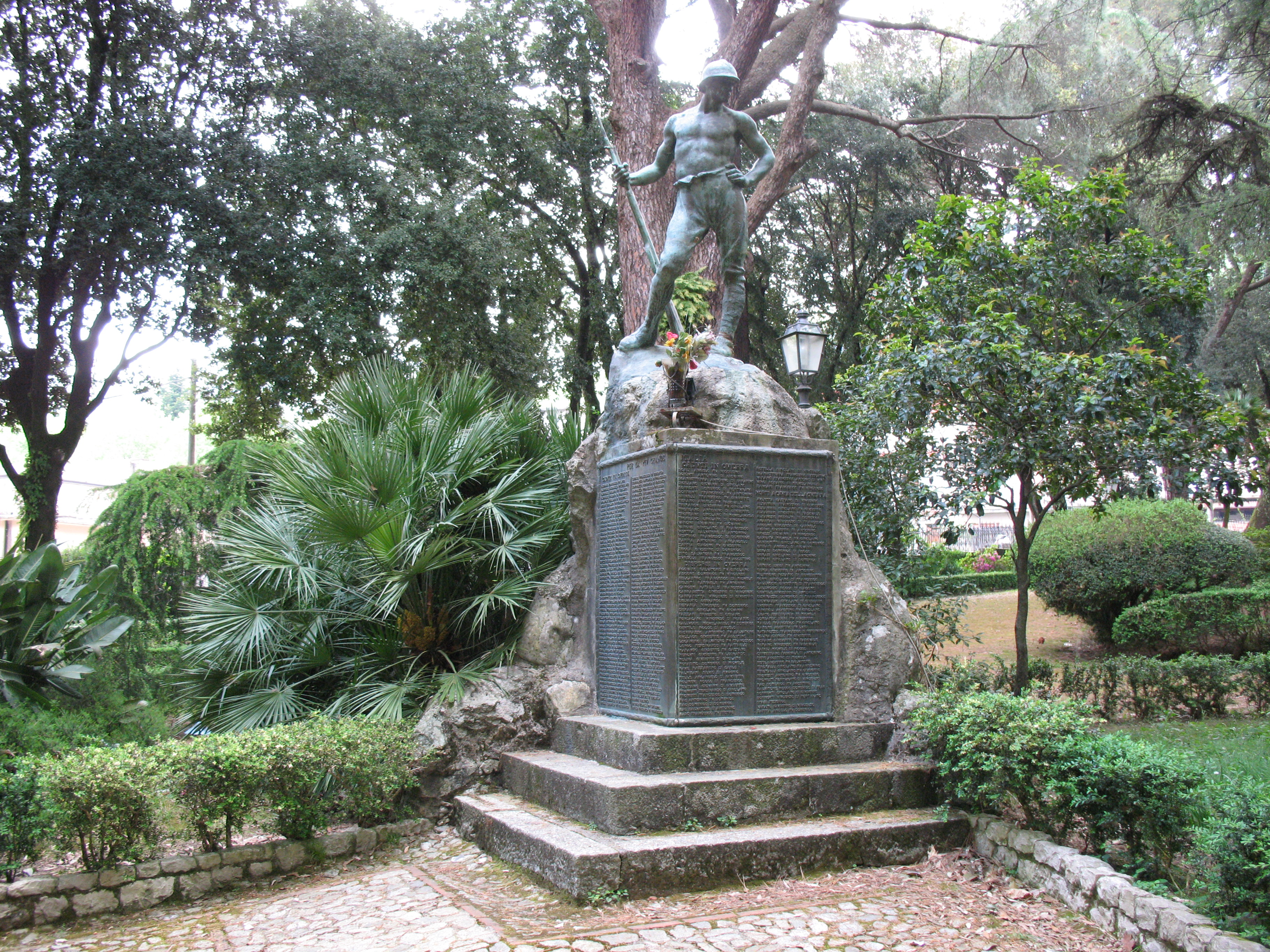
Monumento ai caduti (1924)

All'interno della villa comunale, è possibile ammirare il Monumento ai caduti della I guerra mondiale, statua di gusto prettamente ottocentesco opera dello scultore Michele Guerrisi.

### Aree naturali
La particolare collocazione della cittadina, ai piedi dell'Aspromonte e tra due fiumare (Vacale e Serra), permette di visitare molti luoghi naturali, meta di turisti e amanti del trekking.

#### Vacale
Il torrente Vacale in estate è una delle mete preferite dalle famiglie, ricco di vegetazione e di piccole cascate, le caratteristiche "gurne" (piscine) sono l'ideale per fare il bagno. In passato si usava fare il bucato tra le sue sponde col sapone fatto in casa, tradizione tuttora in uso.

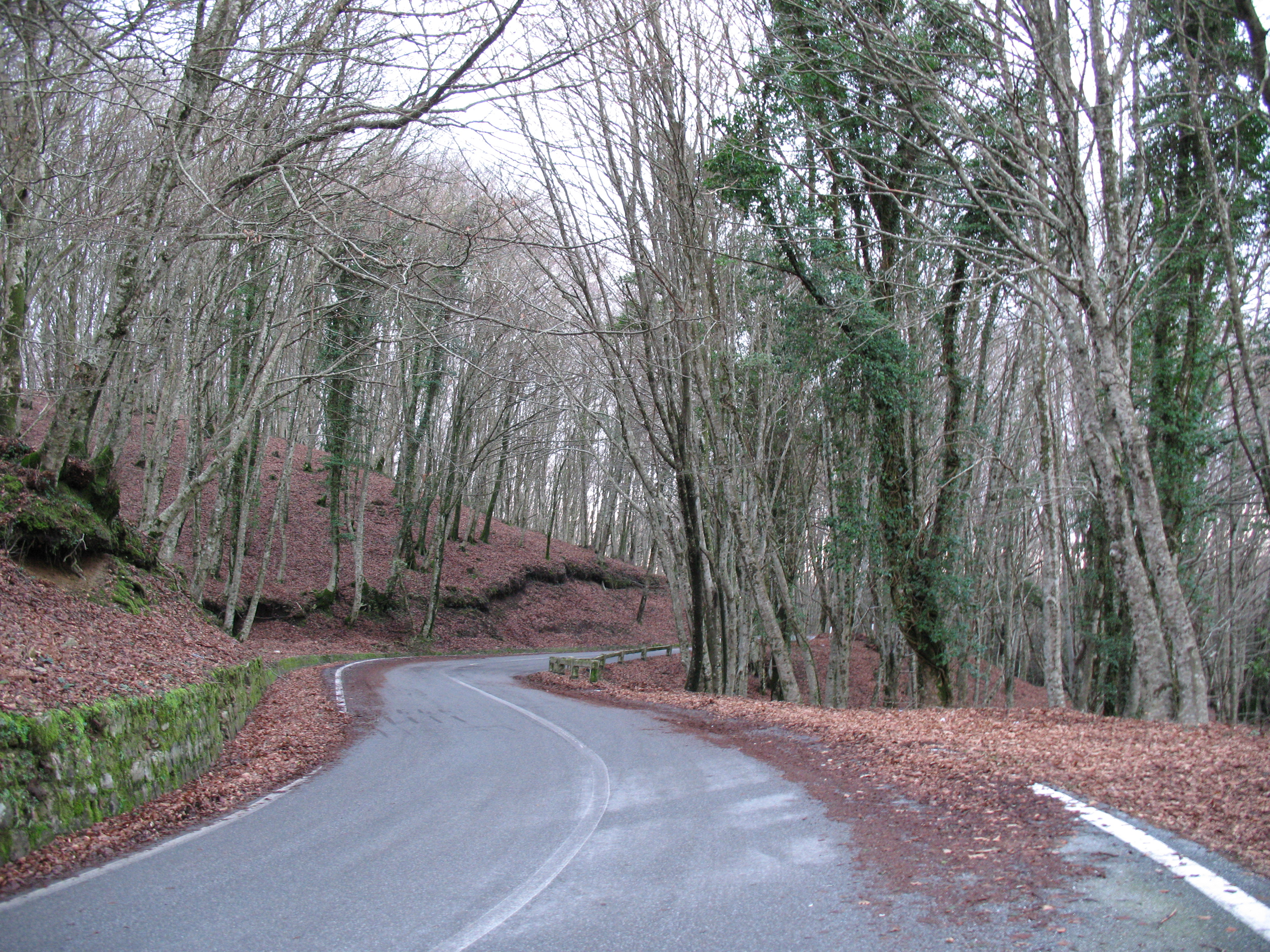
Verso Zomaro

Gli escursionisti hanno la possibilità di risalire il letto della fiumara fino alla parte montuosa, tra ontani e querce da sughero. In alcuni punti è possibile visitare antichi frantoi in disuso.

#### Villaggio Zomaro
Popolato quasi esclusivamente in estate, il villaggio è circondato da boschi e sentieri naturali.
Luoghi da visitare: "Casa del Principe" , posta tra tassi ed abeti, la spianata di "Santu Trabuss", il laghetto a Crocco.
Percorsi escursionistici: Sentiero Italia e Sentiero del brigante.
Vi è inoltre un sentiero che parte dal Passo del Mercante e arriva al villaggio, il percorso è di media difficoltà e si articola in un contesto storico - naturalistico - archeologico, caratterizzato dalla presenza di resti archeologici risalenti, secondo alcuni storici locali, alle vicende del 70-72 a.C. che videro coinvolte le truppe di Marco Licinio Crasso e l'esercito di schiavi guidati da Spartaco.

## Società

### Evoluzione demografica
Abitanti censiti

Il 5 febbraio 1783 un terremoto decimò la popolazione, che passò da 5.590 a circa 3.500 abitanti.
Nel 1815: 6.105 ab.

### Etnie e minoranze straniere
Secondo i dati ISTAT, al 1º gennaio 2024 i cittadini stranieri residenti erano 677 (il 7% della popolazione).
Le nazionalità maggiormente rappresentate sul totale della popolazione residente erano (al 31 dicembre 2022):
- Marocco, 413
- Romania, 178

### Religione
La religione più diffusa è quella cattolica di rito romano. La città fa parte della diocesi di Oppido Mamertina-Palmi e del vicariato di Oppido Mamertina-Taurianova. Il territorio comunale è attualmente suddiviso in due parrocchie: Maria Santissima del Rosario e San Girolamo.
Sempre in ambito del cattolicesimo è presente a Cittanova un istituto religioso femminile, composto dalle Suore Missionarie del Catechismo.

### Tradizioni e folclore

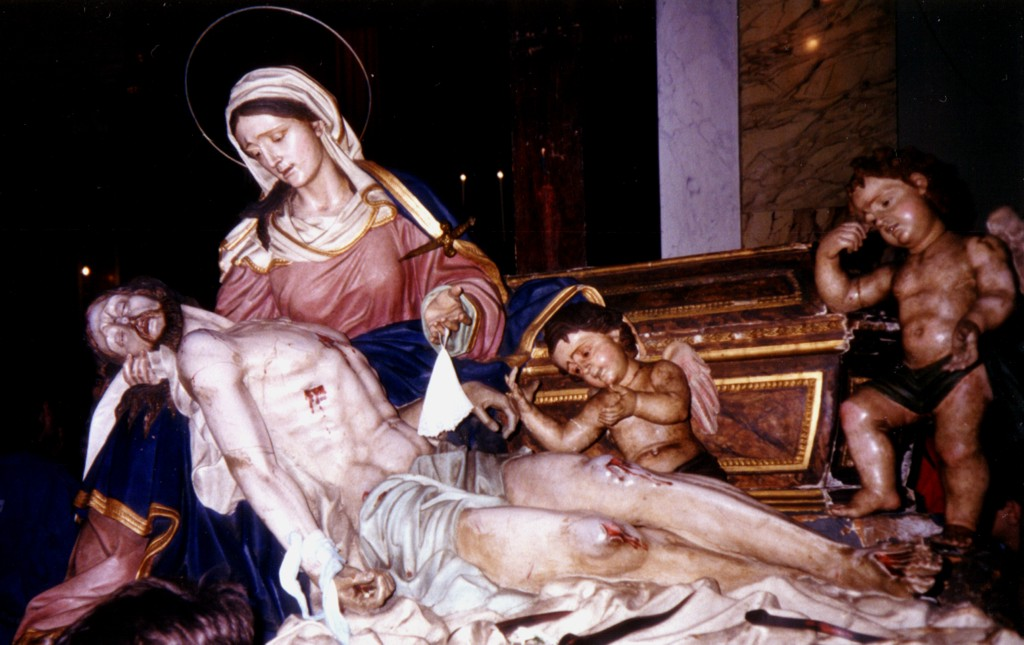
"La Pietà" - Varetta usata nella processione dei "Misteri"

#### Riti Pasquali
La sera del Giovedì santo, i fedeli mantengono viva la tradizionale "visita ai simburchi" (v. ai sepolcri). All'interno delle chiese vengono allestiti degli altari con pane azimo, spighe di grano, pane e vino. Nella chiesa del Calvario, addobbata a lutto, viene posto "u simburcu", con la statua del Cristo morto. Durante la serata, i fedeli che seguono questa tradizione visitano tutte le chiese cittadine.
L'alba del Venerdì santo comincia con la "processione della Croce", poche ore dopo, la "processione dei Misteri" parte dalla Chiesa Matrice e arriva alla Chiesa del Calvario.
I Misteri vengono usati per rappresentare la Via Crucis e sono costituiti da statue lignee ottocentesche, portate a spalla. Vengono esposte solo il giovedì ed il venerdì santo; al gruppo di Varette opera del Biangardi, viene aggiunta la statua del Cristo Morto di autore sconosciuto.
Il venerdì santo si chiude con la "menza missa", una cerimonia in cui viene deposto dalla Croce il Corpo del Cristo Morto e consegnato alla Madre Addolorata.
La mattina di Pasqua ha luogo uno degli eventi più sentiti dai fedeli, la tradizionale "Affruntata". La rappresentazione avviene tra la Chiesa Matrice e la Chiesa del Rosario e consiste nella simulazione, con statue portate a spalla, degli incontri tra San Giovanni, la Madonna ed il Cristo Risorto.

#### Festa di San Rocco
La terza settimana di settembre, la Chiesa dedica tre giorni di ricorrenze religiose in onore del Santo. La sera del primo giorno di novena viene acceso un grande falò (luminariu), che per tradizione serve da rito purificatore contro la peste. In passato le donne si riunivano la sera per cantare antiche cantilene sulla vita di San Rocco e ai balconi venivano appese delle lampade di carta colorata.

#### Visita alla Madonna della Grotta
Un tradizionale pellegrinaggio a piedi, tra fiumare e sentieri di montagna, viene intrapreso dai fedeli la notte del 30 aprile. La meta è il Santuario della Madonna della Grotta di Bombile di Ardore. Il culto di questa statua risale al 1500 ed è vivo in tutta la provincia di Reggio Calabria; durante i giorni di pellegrinaggio i fedeli di solito bivaccano all'aperto, tra bancarelle e chiassosi suonatori di tarantella.
Il 28 maggio 2004 una frana ha completamente distrutto il Santuario, risparmiando la statua, recuperata nel 2007 e trasferita nella Chiesa Parrocchiale dello Spirito Santo di Bombile.

## Cultura

### Biblioteche
In attività dal 1991, la biblioteca comunale "Vincenzo De Cristo" ha una dotazione di 5.000 volumi con specifici indirizzi concernenti il settore ragazzi e Calabria.

### Scuole
Hanno sede a Cittanova 7 scuole dell'infanzia (1 paritaria), 2 scuole primarie, 1 scuola secondaria di I grado e 3 scuole secondarie di II grado.

### Musei

#### Museo Civico di Storia Naturale
Inaugurato nel 1996, il Museo espone circa 2.000 reperti divisi in 6 sezioni:
- Petrografia e Mineralogia;
- Paleontologia;
- Zoologia dei vertebrati;
- Zoologia degli invertebrati;
- Botanica;
- Micologia.

#### Museo delle Varette
Inaugurato nel 2013, la struttura ospita le varette del venerdì santo: sculture in legno di tiglio scolpite nell'800 dagli artisti Vincenzo e Francesco Biangardi. Oltre alle varette, il museo espone la statua del Cristo Risorto opera dell'artista Domenico De Lorenzo e la Maria Addolorata.
Ogni gruppo scultoreo è introdotto da un pannello storico esplicativo.

### Media

#### Radio
Ha sede a Cittanova una radio locale, a diffusione regionale, attiva dal 1976: Radio Eco Sud.

#### Cinema
Alcune location del centro abitato e del territorio comunale appaiono nella serie TV "Il Miracolo" di Niccolò Ammaniti, in onda nel 2018 su Sky Atlantic.

#### TV
Parte della villa comunale appare nel finale del quinto episodio ("Calabria") della seconda stagione della serie TV "Stanley Tucci: Searching for Italy" di Stanley Tucci, in onda nel 2022 sulla CNN.

### Cucina
Uno dei prodotti tipici della zona è il pesce stocco, utilizzato come ingrediente principale di diverse pietanze. Importato dalla Norvegia, lo stoccafisso viene trattato con le acque aspromontane per ammorbidirlo e renderlo più gustoso.
Tra le miriadi di pietanze a base di questo pesce, si segnalano:
- stocco e patate;
- stocco crudo in insalata;
- ventricelle di stocco con funghi;
- frittelle di stocco con patate e peperoni.

### Eventi
- "Cittanova Floreale" (Fiera Botanica)[57];
- "Tradizionandu - Etnofest"[58];
- "Festa Nazionale dello Stocco"[59].

## Economia
L'economia cittanovese è basata in prevalenza sulle risorse agricole: olive, cereali, foraggi, ortaggi, uva, agrumi. Sono altresì presenti allevamenti di bovini e suini.
Il settore industriale è costituito soprattutto da aziende operanti nei seguenti comparti: edile, metallurgico, alimentare, materiali da costruzione, vetro e lavorazione del legno. Non mancano la silvicoltura e fabbriche di laterizi e macchine per l'agricoltura.
Il terziario ha una rete commerciale sufficiente e tra i servizi è presente il settore bancario.

## Infrastrutture e trasporti

### Strade
Cittanova è interessata dalla strada Provinciale 1 di Gioia Tauro e Locri ex Strada statale 111 di Gioia Tauro e Locri, dalla strada provinciale 47 Cittanova-Polistena e dalla strada provinciale 33 Cittanova-Rizziconi-Gioia Tauro.

### Ferrovie
Cittanova era servita da una stazione ferroviaria posta sulla linea Gioia Tauro–Cinquefrondi gestita da Ferrovie della Calabria. L'esercizio sulla linea è stato sospeso nel 2017.

### Trasporti urbani
I trasporti interurbani di Cittanova vengono svolti da autoservizi di linea gestiti da Ferrovie della Calabria.

## Amministrazione

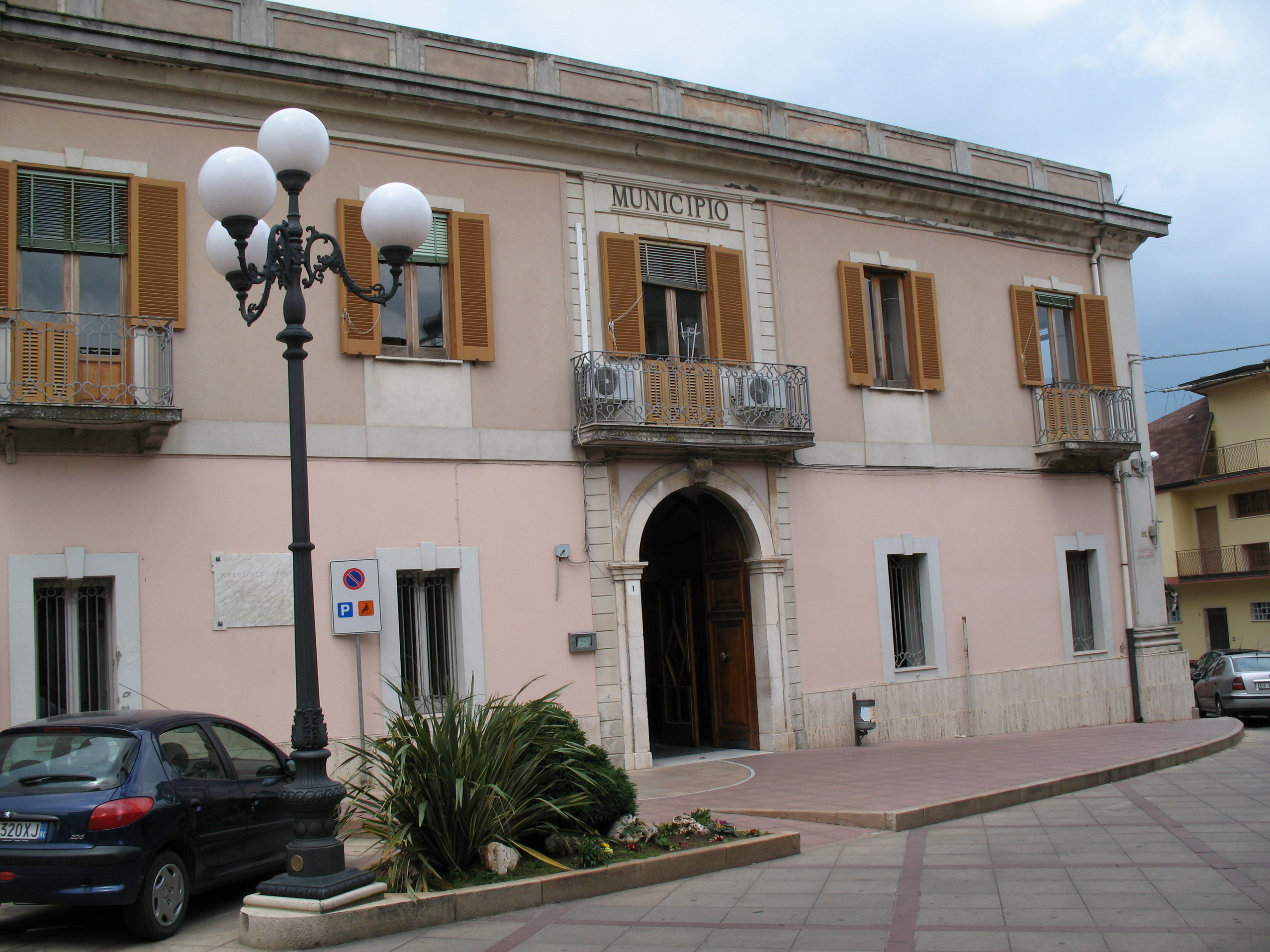
Palazzo Cannatà - Sede municipale

| Periodo          | Periodo          | Primo cittadino     | Partito                            | Carica                    | Note          |
| ---------------- | ---------------- | ------------------- | ---------------------------------- | ------------------------- | ------------- |
| 19 dicembre 1988 | 5 febbraio 1991  | Rosario Milicia     | Partito Socialista Italiano        | Sindaco                   | [ 60 ]        |
| 30 marzo 1991    | 28 aprile 1992   | Domenico Sicari     | Democrazia Cristiana               | Sindaco                   | [ 61 ]        |
| 30 giugno 1992   | 24 luglio 1992   | Francesco Ottanà    |                                    | Commissario prefettizio   | [ 62 ]        |
| 24 luglio 1992   | 4 febbraio 1993  | Francesco Ottanà    |                                    | Commissario straordinario | [ 63 ]        |
| 1 marzo 1993     | 17 novembre 1997 | Francesco Morano    | Partito Democratico della Sinistra | Sindaco                   | [ 64 ] [ 65 ] |
| 17 novembre 1997 | 28 maggio 2002   | Francesco Morano    | Lista civica di centro-sinistra    | Sindaco                   | [ 66 ]        |
| 28 maggio 2002   | 29 maggio 2007   | Francesco Morano    | Lista civica di centro-sinistra    | Sindaco                   | [ 67 ]        |
| 29 maggio 2007   | 1 settembre 2008 | Alessandro Cannatà  | Lista civica                       | Sindaco                   | [ 68 ] [ 69 ] |
| 8 giugno 2009    | 27 maggio 2014   | Alessandro Cannatà  | Lista civica                       | Sindaco                   | [ 71 ]        |
| 27 maggio 2014   | 28 maggio 2019   | Francesco Cosentino | Lista civica                       | Sindaco                   | [ 73 ]        |
| 28 maggio 2019   | 11 giugno 2024   | Francesco Cosentino | Lista civica                       | Sindaco                   | [ 74 ]        |
| 11 giugno 2024   | in carica        | Domenico Antico     | Lista civica                       | Sindaco                   | [ 76 ]        |

### Gemellaggi
- Ivangorod
- Vimodrone[77][78]

## Sport
La A.S.D. Polisportiva Cittanova, squadra di Calcio a 5, milita nel Campionato di Serie C1.
La A.S.D. Cittanova Calcio milita nel Campionato di Eccellenza.